# Cosmos : Essai d'une description physique du Monde
Pour les articles homonymes, voir Cosmos.
Cosmos : Essai d'une description physique du Monde (en allemand Kosmos – Entwurf einer physischen Weltbeschreibung) est un traité influent sur la science et la nature écrit par le scientifique et explorateur allemand Alexander von Humboldt et publié en 1845. 

## Présentation

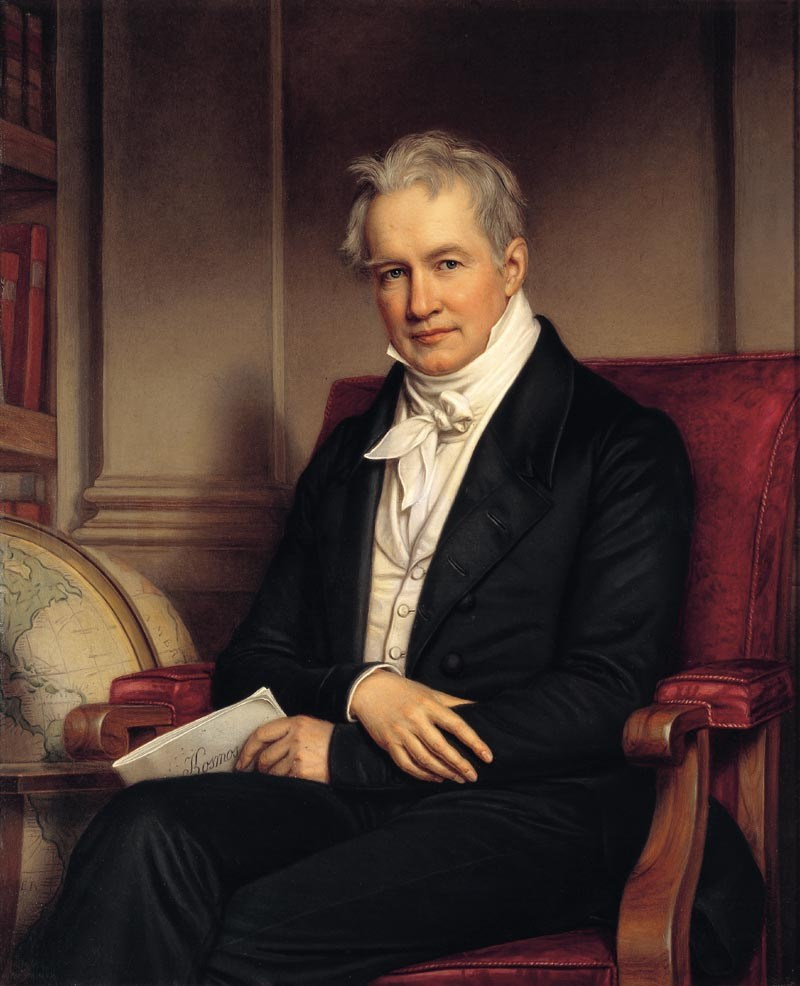
Portrait de l'auteur du livre : Alexander von Humboldt

L'ouvrage Cosmos est issu d'une série de conférences données par Humboldt à l'université de Berlin qui ont été publiées en cinq volumes de 1845 à 1862. Ce livre est largement lu par les universitaires et le grand public[réf. souhaitée].
Dans le premier volume de Cosmos, Humboldt dresse un « portrait de la nature », décrivant la nature physique de l’espace et de la Terre. Dans le second volume, il décrit l’histoire de la science.
Dans son livre, Alexander von Humboldt applique à la Terre le point de vue de la Grèce antique sur l’ordre du cosmos (l’harmonie de l’univers), suggérant que les lois universelles s’appliquent également au chaos apparent du monde terrestre et que la contemplation de la nature peut permettre de prendre conscience de son intégralité et de sa cohérence. Humboldt embrassait la subjectivité de l’observateur et « allait ainsi exactement à l’encontre de l’idéologie de la science qui se développait, l’objectivité qui cherchait à purifier la science en supprimant totalement la subjectivité »
L'auteur met en évidence le fait que de nombreux scientifiques utilisent exclusivement des nombres ou des rapports numériques, qu’il nomme dans son ouvrage « les derniers hiéroglyphes » et qui ont surtout pour effet de rassurer leurs utilisateurs quant aux dimensions visibles du ciel. Cependant, il tente de démontrer qu’une telle approche a des limites, car elle restreint le champ d’investigation de la science, alors que les anciens philosophes pouvaient évoluer à leur guise, exempts de ces considérations chiffrées. Il oppose à cela une autre dérive, celle d’une imagination qui laisserait une trop grande place à la une part de surnaturel ou de merveilleux qui pourrait empiéter sur la réalité.
Il envisage dans ce livre, que l'observation du ciel, renvoie à un passé plus ou moins lointain, dans la mesure où, la permanence des étoiles témoignent d'une existence immuable. Au-delà des évolutions humaines, et des progrès techniques d'observation, les astres demeurent, invariablement. Il s'intéresse également aux différents instruments de mesure.
Il fait référence à des concepts qui, depuis ont été remis en cause, notamment celui de la quintessence aussi qualifiée d'éther. C'est un concept de l'astronomie antique, qui permettait d'expliquer ce qui reliait les étoiles entre elles. Il s'agissait d'envisager une matière fluide et pure, associée dans l'Antiquité à l'idée que l'espace céleste est aussi fait de pureté divine. Cette théorie a été remise en cause par la théorie de la relativité générale d'Albert Einstein.
Ensuite, il décrit dans le livre, les différentes planètes et la connaissance associée.